# Trio per a piano núm. 7 (Beethoven)
El Trio per a piano núm. 7 en si bemoll major, Op. 97 de Ludwig van Beethoven és un trio per a piano, violí i violoncel en quatre moviments compost l'any 1811. Fou publicat l'any 1816 amb una dedicatòria a l'Arxiduc Rodolf d'Àustria, d'on prové el sobrenom amb què popularment se'l coneix: Trio Arxiduc. · 

## Presentació de l'obra
L'Arxiduc Rodolphe era el fill més jove de l'emperador Léopold II d'Àustria. Va ser l'alumne de Beethoven del qual va quedar un amic i protector fidel, convidant-la sobretot a quedar a Viena l'any 1809 mentre que el compositor considerava de marxar a la cort de Westfàlia.
El Trio Arxiduc és el més cèlebre dels trios de Beethoven. La seva composició, posterior en dos anys a la del Trio núm. 6 (Op. 70), va ser contemporània de la Simfonia núm. 7. Va ser escrit en menys d'un mes, el març 1811. La seva estrena, l'11 d'abril de 1814, ·  va anar a càrrec de Schuppanzigh al violí, Linke al violoncel i Beethoven al piano. Va ser una de les últimes aparicions públiques de Beethoven com a intèrpret al piano, ja que la seva sordesa era gairebé total.
El trio fou publicat per Steiner a Viena el desembre 1816. Els temes inicials dels dos primers moviments són molt pròxims als ja utilitzats per Beethoven en els moviments corresponents del seu Setè Quartet opus 59 no 1.
Consta de quatre moviments:
1. Allegro moderato, en si bemoll major (287 compassos)
2. Scherzo Allegro, en si bemoll major (443 compassos)
3. Andante cantabile en re major (194 compassos)
4. Allegro moderato, en si bemoll major (410 compassos)

La seva execució dura aproximadament 40 minuts.

### Recepció
El violinista i compositor Louis Spohr, havent-hi presenciat un assaig de l'obra, ho va descriure: «Degut a la seva sordesa, quedava molt poc del virtuosisme de l'artista que ens havia admirat tant. En els passatges forte, el pobre sord martellejava les tecles amb tanta força que les cordes responien sorollosament, i als passatges piano, tocava tant suau que els grups de notes eren imperceptibles; la música era doncs inintel·ligible a menys que tinguéssim al davant la partitura. Vaig quedar profundament entristit per la tràgica sort de Beethoven. »
El pianista i compositor Ignaz Moscheles té per a la seva part presenciat la creació de l'obra : « Al món de la composició, la paraula "nova" és si sovint llançat a culpa i a través de! Tanmateix, allò no és mai el cas quan es parla de Beethoven, i és encara menys el cas aquí : aquesta obra és plena d'originalitat. La seva tècnica, posats a part l'element intel·lectual, m'ha menys agradades, faltant de claror i de precisió; he no obstant això observat molts vestigis de l'estil grandiós que he molt de temps reconegut a les seves composicions.»

## Discografia
- Alfred Cortot piano, Jacques Thibaud violí, Pablo Casals violoncelle, 1928 (EMI Classics) reedició (Naxos)'
- Jan Panenka piano, Josef Suk violí, Josef Chuchro violoncelle, 1964 (Supraphon).
- Boniques Arts Trio, 1964 (Philips)
- Daniel Barenboim piano, Pinchas Zukerman violí, Jacqueline del Prat violoncelle, 1969 (EMI Classics)
- Wilhelm Kempff piano, Henryk Szeryng violí, Pierre Fournier violoncelle, 1970 (DG)
- Trio Wanderer, 2012 (Harmonia Mundi)